# Kanton Broglie
Der Kanton Broglie war von 1790 bis 2015 ein französischer Wahlkreis im Arrondissement Bernay, im Département Eure und in der Region Haute-Normandie; sein Hauptort war Broglie.
Der Kanton Broglie war 217,57 km² groß und hatte 6127 Einwohner (Stand 2007).

## Geschichte
1790 wurde die Administration Frankreichs geändert und das Land in Départements, Kantone und Gemeinden eingeteilt. Am 21. Februar 1790 wurde der erste Kanton Broglie eingerichtet. Er bestand aus 15 Gemeinden: Le Bosc-Morel (heute Teil von (Le) Chamblac), Broglie, Capelle-les-Grands, (Le) Chamblac, Ferrières-Saint-Hilaire, Grand-Camp, Les Jonquerets, Landepéreuse, Livet-en-Ouche (heute Teil von Jonquerets-de-Livet), Saint-Aubin-du-Thenney, Saint-Germain-la-Campagne, Saint-Jean-du-Thenney, Saint-Mards-de-Fresne, Sainte-Marguerite-en-Ouche, Saint-Nicolas-du-Bosc-l’Abbé und Saint-Vincent-la-Rivière (heute Teil von Broglie). Ein Gesetz vom 14. September 1801 ordnete die Verringerung der Anzahl der Kantone im Département Eure an. Der Kanton Montreuil-l’Argillé wurde aufgelöst und fast alle der darin befindlichen Gemeinden in den Kanton Broglie integriert, der dafür sieben Gemeinden abgab. 1836 hatte der Kanton 11.905 Einwohner. Insgesamt 14 Gemeinden wurden bis 2015 zusammengelegt, die meisten davon zwischen 1830 und 1848 in der Regierungszeit von Louis-Philippe I.
| heutige Gemeinde          | ehemalige Gemeinde        | ehemalige Gemeinde        | Jahr der Fusion |
| ------------------------- | ------------------------- | ------------------------- | --------------- |
| Broglie                   | Saint-Vincent-la-Rivière  | Broglie                   | 1846            |
| (Le) Chamblac             | Le Bosc-Morel             | Chamblac                  | 1964            |
| La Chapelle-Gauthier      | Saint-Laurent-des-Grès    | La Chapelle-Gauthier      | 1845            |
| Montreuil-l’Argillé       | Saint-Aquilin-d’Augerons  | Montreuil-l’Argillé       | 1963            |
| Saint-Pierre-de-Cernières | Saint-Martin-de-Cernières | Saint-Pierre-de-Cernières | 1846            |
| La Trinité-de-Réville     | La Trinité-Menil-Josselin | Réville                   | 1842            |
| Verneusses                | Les Essarts (Orne)        | Verneusses                | 1843            |

Von 1803 bis 1940 wählte der Kanton einen Abgeordneten für den Rat des Arrondissements Bernay. Von 1803 bis 2015, mit Unterbrechung in den Jahren 1868 und 1871, stellte der Kanton außerdem einen Abgeordneten des Generalrats des Départements Eure in Évreux.

## Gemeinden
Der Kanton bestand zuletzt aus 20 Gemeinden:
| Gemeinde                   | Einwohner | Code postal | Code Insee |
| -------------------------- | --------- | ----------- | ---------- |
| Broglie                    | 1.105     | 27270       | 27117      |
| Capelle-les-Grands         | 359       | 27270       | 27130      |
| (Le) Chamblac              | 376       | 27270       | 27138      |
| La Chapelle-Gauthier       | 381       | 27270       | 27148      |
| Ferrières-Saint-Hilaire    | 354       | 27270       | 27239      |
| La Goulafrière             | 150       | 27390       | 27289      |
| Grand-Camp                 | 453       | 27270       | 27295      |
| Mélicourt                  | 71        | 27390       | 27395      |
| Mesnil-Rousset             | 92        | 27390       | 27404      |
| Montreuil-l’Argillé        | 740       | 27390       | 27414      |
| Notre-Dame-du-Hamel        | 194       | 27390       | 27442      |
| Saint-Agnan-de-Cernières   | 122       | 27390       | 27505      |
| Saint-Aubin-du-Thenney     | 322       | 27270       | 27514      |
| Saint-Denis-d’Augerons     | 97        | 27390       | 27530      |
| Saint-Jean-du-Thenney      | 186       | 27270       | 27552      |
| Saint-Laurent-du-Tencement | 49        | 27390       | 27556      |
| Saint-Pierre-de-Cernières  | 197       | 27390       | 27590      |
| Saint-Quentin-des-Isles    | 236       | 27270       | 27600      |
| La Trinité-de-Réville      | 188       | 27270       | 27660      |
| Verneusses                 | 224       | 27390       | 27680      |

## Bevölkerungsentwicklung
| 1962 | 1968 | 1975 | 1982 | 1990 | 1999 | 2007 |
| ---- | ---- | ---- | ---- | ---- | ---- | ---- |
| 5638 | 6149 | 6039 | 6029 | 5840 | 5896 | 6127 |